# Rodrigo Sánchez-Arjona y Sánchez-Arjona
Rodrigo Sánchez-Arjona y Sánchez-Arjona (Fregenal de la Sierra, 18 de marzo de 1841-8 de enero de 1915) empresario español, doctor en derecho y maestrante de la Real Maestranza de Caballería de Sevilla.

## Biografía
Doctor en Derecho, pertenece al Salón de los Hijos Ilustres de Fregenal de la Sierra y fue maestrante de la Real Maestranza de Caballería de Sevilla. Mostró a lo largo de su vida gran interés por la Ciencia y los inventos, que lo llevaron a acudir a numerosas Exposiciones Universales y a que sus paisanos lo apodaran «El Brujo».
En uno de sus múltiples viajes, adquirió en París dos teléfonos de la marca inglesa Gower-Bell y tendió una línea telefónica de 8 km, entre su domicilio particular en Fregenal de la Sierra (Badajoz) y una finca de su propiedad llamada «Las Mimbres» situada al este de la ciudad bajoextremeña.
La primera prueba que se llevaría a cabo con los teléfonos situados en su casa de Fregenal y el de la finca de las Mimbres se realizó el día 19 de marzo de 1880, realizando de ésta manera la primera llamada telefónica en el entorno rural en España y una de las primeras llamadas a larga distancia en Europa.
Posteriormente se estableció contacto desde Fregenal de la Sierra con la ciudad de Sevilla el día 27 de diciembre de 1880, y posteriormente con Cádiz el día 28 de diciembre del mismo año gracias a que el estado le permitió usar las líneas telegráficas que unían Badajoz con Cádiz y que pasaban por Fregenal de la Sierra. 
De esta manera batió el récord mundial de llamada a larga distancia pasando a una distancia de 184 km Fregenal-Cádiz, que hasta ese momento estaba en poder norteamericano, con una comunicación establecida a 45 millas (72,42 km) de distancia entre Boston y Providence.
En años posteriores Sánchez-Arjona y Sánchez-Arjona quiso crear una línea telefónica que uniese todas las localidades de la comarca de Fregenal de la Sierra, hecho que no llegó a consumarse debido a la falta de permiso desde la administración central del Gobierno de España.

## Modelo Gower-Bell

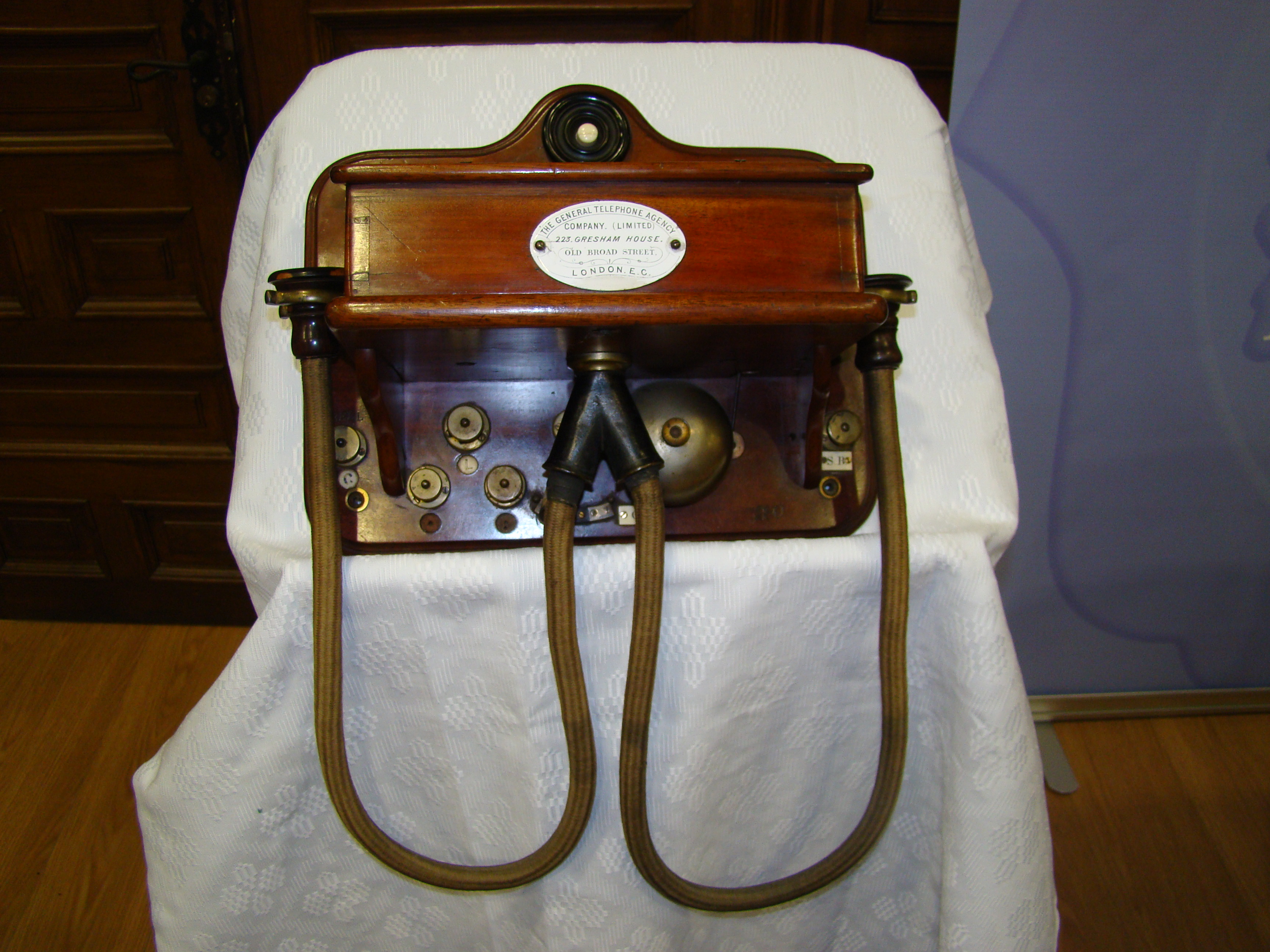
Gower-Bell original llevado a Fregenal de la Sierra en 2010

El teléfono Gower-Bell fabricado en el año 1880 en Estados Unidos fue el primer tipo de teléfono utilizado en España, Japón, Inglaterra y otros países de Europa. De esta manera se sustituyó el telégrafo de comunicación de Samuel Morse y al teléfono de manivela tipo magneto, precedente al Gower-Bell.
Rodrigo Sánchez-Arjona, adquirió una pareja de este modelo, tras uno de sus viajes a París, donde se celebraba la Exposición Universal del año 1878, donde pudo ver por primera vez uno de éstos teléfonos; pero fue su amigo el conde Mocel quién realmente los consiguió en Inglaterra y se los envió a Rodrigo a Fregenal.
Con ellos se realizó la primera comunicación rural por línea privada en España entre Fregenal de la Sierra y la finca de «las Mimbres». 
Su hijo los donó en 1929 a la Compañía Telefónica Nacional de España, con el fin de que fuera el primer teléfono exhibido en un futuro Museo Telefónico. Este teléfono forma parte del Patrimonio histórico-tecnológico de la compañía y actualmente se encuentra expuesto en el Espacio Fundación Telefónica de Madrid en la exposición "Historia de las telecomunicaciones".
Uno de ellos fue llevado para una exposición temporal a la ciudad de Fregenal de la Sierra en el año 2010 donde se conmemoró el 130 aniversario de la primera llamada telefónica desde Fregenal. En los actos participaron familiares de Sánchez-Arjona, autoridades de la ciudad frexnense, la Sociedad Estatal Correos y Telégrafos y la banda de Música de la misma.